# Provinciale weg 348
Der Provinciale weg 348 (Abkürzung als Autoweg: N348, teilweise als Autosnelweg: A348) ist eine niederländische Landstraße in den Provinzen Gelderland und Overijssel, die von Arnhem, vorbei an Dieren, Zutphen, Deventer und Raalte, bis nach Ommen verläuft.

## Geschichte

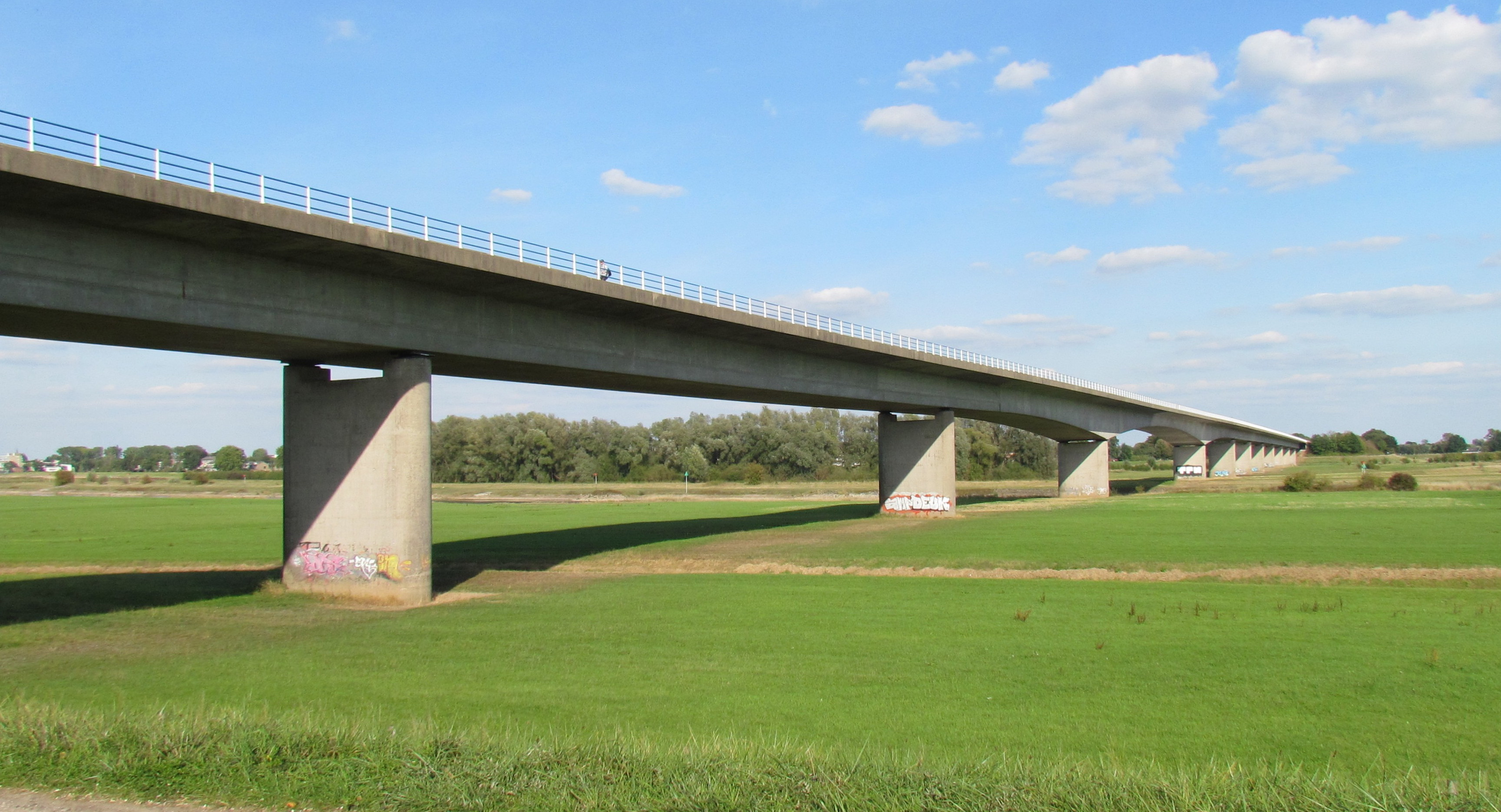
Cortenoeversebrücke mit der N348 über der IJssel bei Zutphen

Bis 1993 hieß die Straße Rijksweg 48, dann wurde sie in den Aufgabenbereich der Provinzen übertragen und in den heutigen Namen umbenannt. Ein 20 km langes Stück des Rijkswegs 48 besteht noch zwischen Hoogeveen und Ommen. Ursprünglich war die Strecke als Autobahn von Arnhem nach Groningen geplant, aber nur der Abschnitt zwischen Arnhem und Dieren wurde realisiert. Für den Abschnitt zwischen Dieren und Raalte wurde eine neue Trasse geplant, aber diese Pläne wurden in den späten 1980er Jahren verworfen, da mit der A50 und der A28 eine Verbindung nach Groningen besteht.
In Zutphen verläuft die Straße durch den Stadtkern und durch angrenzende Wohngebiete Richtung Eefde. Um den Verkehr dort zu entlasten, wird seit April 2011 eine Umgehungsstraße errichtet. Von Süden nach Norden ist eine neue Trasse in Bau, die unter dem Deventerweg und der Eisenbahnstrecke Winterswijk–Deventer, durch das Industriegebiet De Mars und über eine neu errichtete Brücke über den Twentekanal bis nach Eefde verlaufen soll.